# Aleksandr Oparin
Aleksandr Iwanowicz Oparin (ros. Алекса́ндр Ива́нович Опарин; ur. 18 lutego?/2 marca 1894 w Ugliczu, zm. 21 kwietnia 1980 w Moskwie) – rosyjski biochemik i badacz roślin, absolwent i wykładowca Uniwersytetu Moskiewskiego, dyrektor Instytutu Biochemii Akademii Nauk ZSRR, znany przede wszystkim ze swoich teorii na temat powstania życia.

## Odkrycia
Oparin postulował, że komórki wywodzą się z samoistnie formujących się koloidowych skupisk materii organicznej, tzw. koacerwatów. Uzupełniło to lukę w teorii powstania życia, jaka istniała pomiędzy formowaniem się materii organicznej z nieorganicznej a ewolucją prymitywnych komórek. Uważał, że życie ewoluowało w trzech etapach:
1. Ewolucja chemiczna, czyli powstawanie pod wpływem wyładowań elektrycznych prostych związków organicznych, np. aminokwasów, z dostępnych w atmosferze prostych związków nieorganicznych[3],
2. Ewolucja molekularna, czyli powstawanie układów nadcząsteczkowych, np. koacerwatów[2],
3. Ewolucja biologiczna, czyli powstawanie pierwszych organizmów zdolnych do reprodukcji w oparciu o własną informację genetyczną[4].

## Odznaczenia
Uhonorowany tytułami i odznaczeniami:
- Bohater Pracy Socjalistycznej (1969)
- Order Lenina (1953, 1964, 1967, 1969, 1964)
- Nagroda Leninowska (1974)
- Order Czerwonego Sztandaru Pracy (1944)

Laureat Nagrody Kalinga od UNESCO.